# Гленвуд (Алабама)
Гленвуд (англ. Glenwood) — місто (англ. town) в США, в окрузі Креншо штату Алабама. Населення — 152 особи (2020).

## Географія
Гленвуд розташований за координатами 31°40′17″ пн. ш. 86°10′25″ зх. д. / 31.67139° пн. ш. 86.17361° зх. д. (31.671266, -86.173687).  За даними Бюро перепису населення США в 2010 році місто мало площу 1,90 км², з яких 1,89 км² — суходіл та 0,01 км² — водойми.

## Демографія

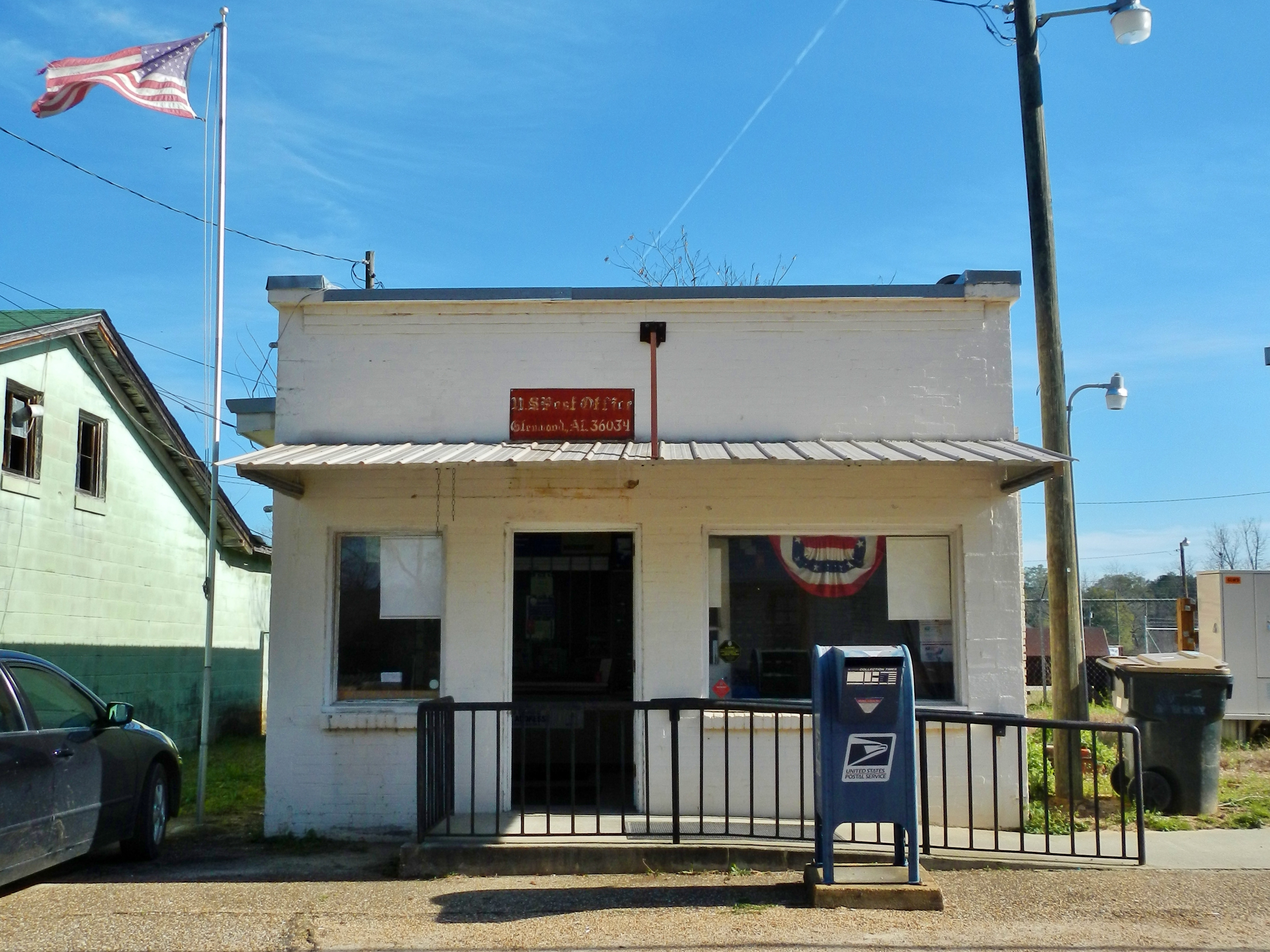
Пошта

Згідно з переписом 2010 року, у місті мешкало 187 осіб у 89 домогосподарствах у складі 55 родин. Густота населення становила 98 осіб/км².  Було 110 помешкань (58/км²).
Расовий склад населення:
| - 70,1 % — білих - 29,9 % — чорних або афроамериканців |

До двох чи більше рас належало 0,0 %. Частка іспаномовних становила 0,0 % від усіх жителів.
За віковим діапазоном населення розподілялося таким чином: 16,0 % — особи молодші 18 років, 59,4 % — особи у віці 18—64 років, 24,6 % — особи у віці 65 років та старші. Медіана віку мешканця становила 50,4 року. На 100 осіб жіночої статі у місті припадало 79,8 чоловіків;  на 100 жінок у віці від 18 років та старших — 82,6 чоловіків також старших 18 років.
Середній дохід на одне домашнє господарство  становив 53 602 долари США (медіана — 36 000), а середній дохід на одну сім'ю — 68 528 доларів (медіана — 60 156). За межею бідності перебувало 13,6 % осіб, у тому числі 9,8 % дітей у віці до 18 років та 16,4 % осіб у віці 65 років та старших.
Цивільне працевлаштоване населення становило 100 осіб. Основні галузі зайнятості: виробництво — 20,0 %, освіта, охорона здоров'я та соціальна допомога — 15,0 %, сільське господарство, лісництво, риболовля — 12,0 %, будівництво — 11,0 %.